# Вижницька улоговина

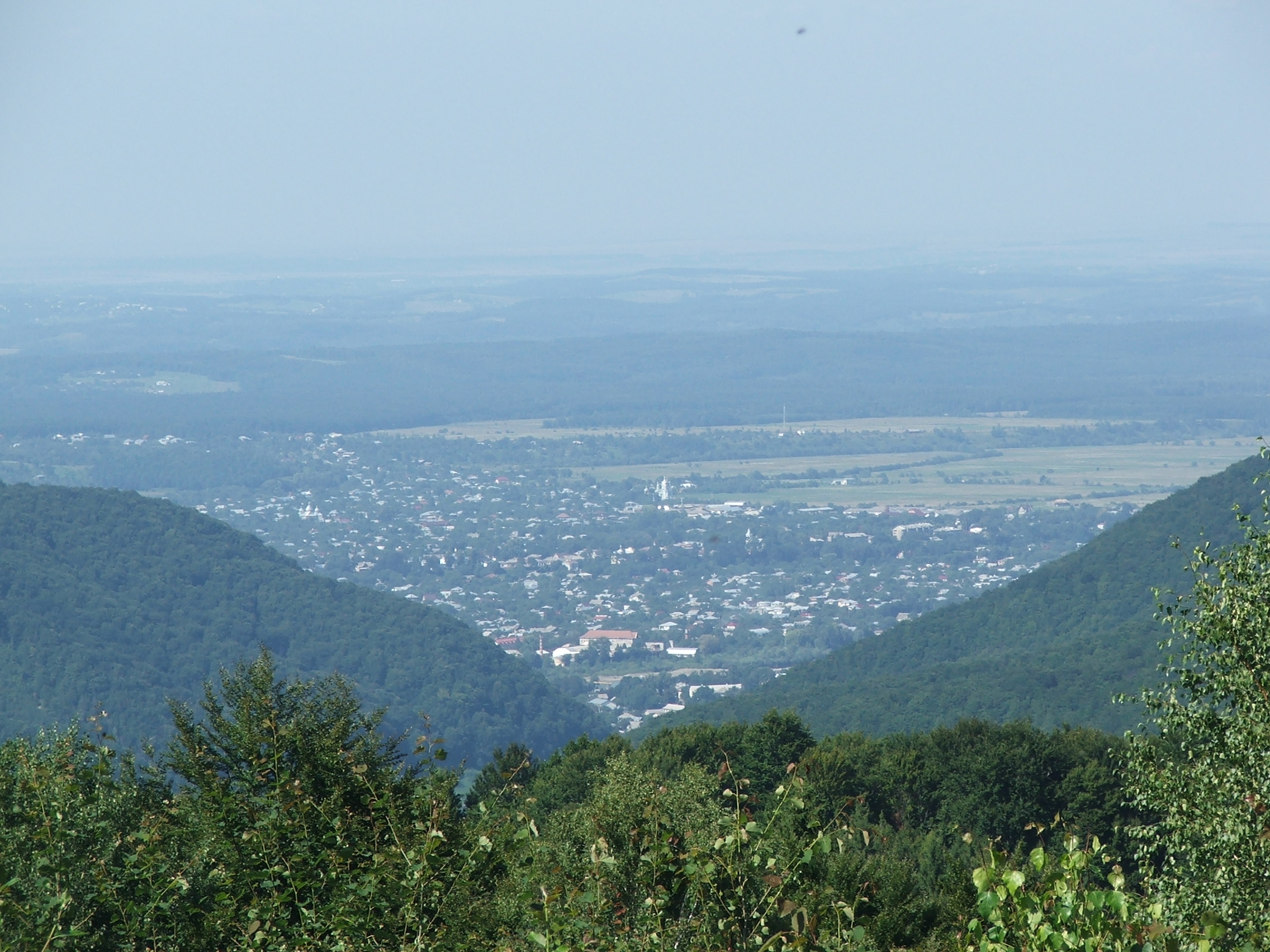
Вижницька улоговина (вигляд з перевалу Німчич)

Ви́жницька улого́вина — міжгірна улоговина в межах міста Вижниці (Чернівецька область) та його околиць. З трьох боків оточена горами північно-східних відногів Покутсько-Буковинських Карпат. 
Являє собою терасоване розширення долини річки Черемошу та пригирлової частини її притоки — Виженки. Має ерозійно-тектонічне походження, складається з алювіальних відкладів. 
У межах уголовини розташовані: місто Вижниця і смт Кути (Івано-Франківська область). 